# Otto Rabbethge
Otto Rabbethge (* 23. Mai 1874 in Einbeck; † 1935) war ein deutscher Landwirt und Zuckerfabrikbesitzer.

## Familie
Otto Rabbethge gehörte zu einer Familie von Zuckerfabrikanten. Sein Großvater war Matthias Rabbethge, sein Vater Carl Rabbethge, der Namensgeber der Carl Rabbethge & Comp. oHG – Zuckerfabrik und Landwirtschaft in Einbeck. Seine Brüder waren Erich Rabbethge und Oskar Rabbethge.

## Leben
Nach dem Abitur am Leibniz-Realgymnasium Hannover begann Otto Rabbethge an der Kaiser-Wilhelms-Universität zu studieren. 1896 wurde er im Corps Palatia Straßburg aktiv. Als Inaktiver wechselte er an die Friedrichs-Universität Halle und die  Technische Hochschule Braunschweig. Nach dem Studium erhielt er eine praktische Ausbildung in landwirtschaftlichen Betrieben und Zuckerfabriken. Im Herbst 1899 wurde er Mitinhaber und später Inhaber der Carl Rabbethge & Comp. oHG – Zuckerfabrik und Landwirtschaft. Da er kinderlos blieb, vererbte er sie seinem Bruder Oskar.
Er war Mitglied der Handelskammer Göttingen.

## Auszeichnungen
- Ernennung zum preußischen Oberamtmann
- Eisernes Kreuz II. und I. Klasse
- Braunschweigisches Kriegsverdienstkreuz II. und I. Klasse
- Verdienstkreuz für Kriegshilfe